# 33525 Teresinha
33525 Teresinha este o planetă minoră (asteroid), cu un diametru de 3,978 km, din centura de asteroizi. A fost descoperită pe 11 aprilie 1999 la Stația Anderson Mesa de Lowell Observatory Near-Earth-Object Search. 
Obiectul prezintă o orbită caracterizată de o semiaxă mare de 2,2642334 UAi, o excentricitate de 0,09, o înclinație de 5,22311 ° în raport cu ecliptica.